# Lygodactylus conraui
Lygodactylus conraui là một loài thằn lằn trong họ Gekkonidae. Loài này được Tornier mô tả khoa học đầu tiên năm 1902.